# Skadi Schier
Skadi Schier (* 25. März 2000 in Lübben, Brandenburg) ist eine deutsche Leichtathletin, die sich auf den 400-Meter-Lauf spezialisiert hat, aber auch auf 200 Meter startet.

## Sportliche Laufbahn
Skadi Schier wuchs in Lübbenau auf. Im Grundschulalter konnte sie sich bei Jugend trainiert für Olympia für die Leichtathletik begeistern. Erste Erfahrungen sammelte sie im Ortsverein TSG Lübbenau 63. Die Entscheidung eine sportliche Laufbahn einzulegen fiel mit dem Wechsel auf die Sportschule Cottbus. Auf den Sprint spezialisierte sich Schier mit dem Wechsel auf die Sportschule Potsdam.
2015 stellte Schier bei den Deutschen U16-Meisterschaften in Köln mit 39,95 Sekunden über 300 Meter einen neuen brandenburgischen Rekord auf und erlief sich damit ihre erste Medaille auf nationaler Ebene.
Ein Trainerwechsel führte Schier zurück nach Cottbus, wo sie sich unter Andrea Schieskow auf den Kurzsprint über 100 und 200 Meter spezialisierte. So konnte sie bis zu ihrem Abschluss des Abiturs sportliche Erfolge im Kurzsprint feiern. 2017 lief die damalige U18-Athletin mit der Staffel des LC Cottbus auf Platz drei bei den Deutschen Jugendmeisterschaften in Ulm. Als U20-Athletin gelang es ihr erstmalig unter 24 Sekunden zu laufen, bei den Deutschen Jugendhallenmeisterschaften 2018 in Halle Silber zu holen und die ersten Internationalen Erfahrungen beim U20-Länderkampf in Nantes zu sammeln. Bei den Deutschen Jugendmeisterschaften 2019 in Ulm holte sie Bronze.
Nach krankheitsbedingten Rückschlägen knüpfte Skadi Schier erst 2021 unter Trainer Frank Möller beim SC Potsdam wieder an ihr Leistungsniveau an. So gelang es ihr 2022 bei den Deutschen Meisterschaften in Berlin der Finaleinzug über 200 Meter.
Im Oktober 2022 nahm Schier die Zusammenarbeit mit Trainer Sven Buggel vom SC Charlottenburg auf. Die Spezialisierung auf 400 Meter brachten die bisher größten Erfolge ein.
2023 wurde Skadi Schier in Dortmund Deutsche Hallenmeisterin über 400 Meter sowie Deutsche Vizemeisterin gemeinsam mit Leonie Kluwig, Michelle Janiak und Alica Schmidt über 4-mal 200 Meter.
Mit einer Zeit unter 52 Sekunden über 400 Meter wurde Schier Deutsche Meisterin in Kassel und sicherte sich die erste Freiluftgoldmedaille.
Am 3. August 2025 wurde Skadi Schier im Heinz-Steyer-Stadion in Dresden mit einer Zeit von 51,90 s zum 3. Mal in Folge Deutsche Meisterin im 400 m Lauf. Dabei verwies sie die Elisa Lechleitner, die persönliche Bestleistung lief, sowie Jana Lakner auf die weiteren Plätze.
Im August 2023 debütierte Schier bei den Weltmeisterschaften in Budapest.

## Bestleistungen
(Stand: 16. Juli 2023)
Persönliche Bestleistungen in Sekunden
| Disziplin | PB    | Ort    | Datum      |
| 60 m      | 7,50  | Berlin | 13.01.2024 |
| 100 m     | 11,85 | Lübeck | 24.06.2023 |
| 200 m     | 23,43 | Lübeck | 25.06.2023 |
| 400 m     | 51,82 | Kassel | 09.07.2023 |

## Erfolge
National :
- 2015: Deutsche U16-Meisterin (300 m)
- 2018: Deutsche U20-Hallenvizemeisterin (200 m)
- 2018: 6. Platz Deutsche U20-Meisterschaften (100 und 200 m)
- 2019: 3. Platz Deutsche U20-Meisterschaften (200 m)
- 2019: 3. Platz Deutsche U20-Hallenmeisterschaften (200 m)
- 2022: 8. Platz Deutsche Meisterschaften (200 m)
- 2023: Deutsche Hallenvizemeisterin (4 × 200 m)
- 2023: Deutsche Hallenmeisterin (400 m)
- 2023: Deutsche Meisterin (400 m)
- 2024: Deutsche Meisterin (400 m)
- 2025: Deutsche Meisterin (400 m)